# Willy Handrick
Willy Handrick (* 15. September 1920 in Dauban; † 18. März 2003) war ein deutscher Kunsthistoriker.

## Leben und Werk
Von 1927 bis 1935 besuchte Handrick die Volksschule in Dauban und 1948/49 die Vorstudienanstalt Görlitz der Technischen Hochschule Dresden, wo er 1949 die Reifeprüfung ablegte. Von 1949 bis 1954 studierte er Germanistik und Kunstgeschichte an der Universität Leipzig. Handrick wurde 1958 mit einer Arbeit unter dem Titel Geschichte der sächsischen Kunstakademien Dresden und Leipzig und ihre Unterrichtspraxis 1764-1815 an der Universität Leipzig promoviert. Er befasste sich vor allem mit der Weimarer Kulturgeschichte und der Antikenrezeption und gab Werke der klassischen deutschen Literatur heraus, darunter eine von Josef Hegenbarth illustrierte Ausgabe von Goethes Reineke Fuchs. Handrick war Kustos am Goethe-Nationalmuseum, das unter der Leitung von Alfred Jericke stand, und erledigte von 1958 bis 1963 die umfangreiche Bestandsaufnahme der Kunstsammlungen dieses Museums. Handricks Ausgaben insbesondere zum Liszt-Haus Weimar erlebten zahlreiche Auflagen und Übersetzungen in andere Sprachen.

## Werke (Auswahl)
- Willy Handrick: Tiere in Malerei und Zeichnung, Verlag Seemann, Leipzig 1956.
- Ders.: Geschichte der sächsischen Kunstakademien Dresden und Leipzig und ihre Unterrichtspraxis 1764–1815, Diss. Leipzig 1958.
- Ders. zus. mit Hedwig Weilguny: Franz Liszt : Biographie in Bildern, Volksverlag, Weimar 1958.
- Ders.: Johann Joseph Schmeller : Ein Maler im Dienste Goethes, Aufbau-Verlag, Berlin-Weimar 1966.
- Ders.: Deutsche Literatur von Lessing bis Heine in der bildenden Kunst der DDR : [Ausstellung d. Goethe-Nationalmuseums im Goethe- u. Schiller-Archiv 1977], Nationale Forschungs- u. Gedenkstätten d. Klass. Dt. Literatur in Weimar [Katalogtext: Willy Handrick], Goethe-Nationalmuseum und Nationale Forschungs- und Gedenkstätten der Klassischen Deutschen Literatur
- Ders. zus. mit Dieter Eckardt: Goethe-Nationalmuseum, Weimar. Edition Leipzig, Leipzig 1988, ISBN 3-361-00211-7